# Jazilla Mwamikazi
Jazilla Mwamikazi (* 9. September 2004 in Rwamagana), auch Djazilla Umwamikazi geschrieben, ist eine ruandische Radrennfahrerin.

## Sportlicher Werdegang
Mwamikazi stammt aus der ruandischen Radsport-Hochburg Rwamagana, die auch schon Valens Ndayisenga und Joseph Areruya hervorbrachte, und fand daher schon als Kind den Zugang zum Radsport. Nachdem sie eine Reihe lokaler Rennen gewonnen hatte, beteiligte sie sich 2022 an den ruandischen Straßen-Meisterschaften und gewann bei den Juniorinnen die Titel im Einzelzeitfahren und im Straßenrennen. Außerdem wurde sie in das Nationalteam berufen und konnte am Africa Rising Cycling Center trainieren.
Im Frühjahr 2023 war Mwamikazi ruandische Meisterin der Mountainbike-Disziplin Cross-Country XCO. Bei den Afrika-Meisterschaften in Johannesburg, ihrem ersten Rennen außerhalb Ruandas, gewann sie die Goldmedaille im U23-Rennen dieser Disziplin. Im August des Jahres fuhr sie bei den Straßen-Weltmeisterschaften, wo sie das Rennen nicht beenden konnte.
2024 gewann Mwamikazi das ruandische Straßenrennen Race to Remember, das dem Andenken an den Völkermord in Ruanda gewidmet ist. Bei den Afrika-Meisterschaften im Mountainbikesport holte sie in der U23 zwei Silbermedaillen im Cross-Country XCO und im Shorttrack. Aufgrund einer Wildcard des IOC erhielt sie einen Startplatz im olympischen Mountainbike-Rennen 2024, wo sie nach Überrundung auf den 34. Platz kam. Auf der Straße war sie im Herbst bei den Afrika-Meisterschaften Vierte des Elite-Straßenrennens und zugleich Zweite der U23.
Neben ihren Wettkämpfen leitet Mwamikazi an ihrer Schule in Rwamagana ein Nachwuchsteam, um jüngeren Schülerinnen den Weg in den Radsport zu ebnen.

## Erfolge
2022
 Ruandische Meisterin (Junioren) – Straßenrennen, Einzelzeitfahren
2023
 Ruandische Meisterin – Cross-Country XCO
 Afrika-Meisterin (U23) – Cross-Country XCO
2024
 Afrika-Meisterschaften (U23) – Cross-Country XCO, Shorttrack XCC
 Afrika-Meisterschaften (U23) – Straßenrennen